# Neon Future I
Neon Future I é o segundo álbum de estúdio do DJ e produtor americano Steve Aoki.Foi lançado em 30 de setembro de 2014 pela Ultra Records e Dim Mak Records.

## Faixas
| N.º            | Título                                                                     | Compositor(es)                                                                                        | Duração |  |
| 1.             | "Transcendence" (participação de Ray Kurzweil)                             | Steven Aoki                                                                                           | 2:03    |  |
| 2.             | "Neon Future" (participação de Luke Steele)                                | Aoki, Luke Steele                                                                                     | 6:17    |  |
| 3.             | "Back to Earth" (participação de Fall Out Boy)                             | Aoki, Pete Wentz, Joseph Trohman, Patrick Stumph, Andy Hurley                                         | 4:03    |  |
| 4.             | "Born to Get Wild" (participação de will.i.am)                             | William Adams, Aoki                                                                                   | 4:45    |  |
| 5.             | "Rage the Night Away" (participação de Waka Flocka Flame)                  | Aoki, Juaquin Malphurs, Joseph Harrison Sikora                                                        | 4:45    |  |
| 6.             | "Delirious (Boneless)" (com Chris Lake e Tujamo e participação de Kid Ink) | Aoki, Erin Beck, Brian Todd Collins, Christopher Lake, Whitney Phillips, Jenson Vaughn, Aid Vllasaliu | 3:43    |  |
| 7.             | "Free the Madness" (participação de MGK)                                   | Aoki, Richard Colson Baker                                                                            | 4:19    |  |
| 8.             | "Afroki" (com Afrojack e participação de Bonnie McKee)                     | Aoki, Bonnie McKee, Nick van de Wall                                                                  | 4:17    |  |
| 9.             | "Get Me Outta Here" (participação de Flux Pavilion)                        | Aoki, Joshua Steele                                                                                   | 5:15    |  |
| 10.            | "Beyond Boundaries" (participação de Aubrey de Grey)                       | Aoki                                                                                                  | 1:26    |  |
| Duração total: | Duração total:                                                             | Duração total:                                                                                        | 40:56   |  |

## Recepção

### Recepção crítica
| Críticas profissionais | Críticas profissionais |
| Avaliações da crítica  | Avaliações da crítica  |
| Fonte                  | Avaliação              |
| ---------------------- | ---------------------- |
| Allmusic               | [ 4 ]                  |

## Sequência futura
A sequência do álbum está programada para ser lançada no inverno de 2015. Ele disse estar com uma canção chamada "Horizons", que teria participação do Linkin Park. A música seria a sua segunda colaboração depois de "A Light That Never Comes". A canção foi revelada pela primeira vez em uma entrevista à Billboard.